# Amolops nidorbellus
Amolops nidorbellus é uma espécie de anfíbio anuro da família Ranidae. Está presente na Índia. Não foi ainda avaliada pela UICN.